# Pancratium arabicum
Pancratium arabicum är en amaryllisväxtart som beskrevs av Sickenb. Pancratium arabicum ingår i släktet Pancratium och familjen amaryllisväxter. Inga underarter finns listade i Catalogue of Life.